# Andrei Voican
Andrei Voican (n. 14 ianuarie 1991, România) este un jucător de fotbal român care evoluează la clubul Metaloglobus București .